# Arnold (imię)
Arnold – imię męskie pochodzenia germańskiego. Stanowi złożenie członów oznaczających „orzeł” i „panujący”. Jednym z patronów tego imienia w Kościele katolickim jest Arnold Janssen. 
Wśród form, jakie przybierało to imię w średniowiecznej Polsce, znajdował się Jarand(us), błędnie później odczytany przez historyka Franciszka Piekosińskiego jako Jurand(us).   
Arnold imieniny obchodzi: 15 stycznia, 19 lutego, 18 lipca i 9 października.
Znane osoby noszące imię Arnold:
- Jarand z Grabi i Brudzewa (ok. 1380 – po 1452) – rycerz herbu Pomian, wojewoda sieradzki i inowrocławski, stolnik brzeski
- Arnold I (zm. 1186) – biskup poznański
- Arnold II (zm. 1211) – biskup poznański
- Arnold Andrunik – urzędnik, żołnierz ZWZ-Armii Krajowej
- Arnold Bax – kompozytor angielski
- Arnold Böcklin – malarz szwajcarski
- Arnold Cassola – polityk maltański
- Arnaud Clément – francuski tenisista
- Arnold Cytrowski - pisarz
- Arnold Denker – szachista amerykański
- Arnold Geulincx – filozof belgijski
- Arnold Hasse – niemiecki samorządowiec
- Arnold Huber – włoski saneczkarz
- Arnold Koller – polityk szwajcarski
- Arnold Masin – polski działacz polityczny
- Arnold Mostowicz – polski lekarz i pisarz
- Arnold Mühren – holenderski piłkarz
- Arnold Palmer – golfista amerykański
- Arnold Rezler (1909–2000) – polski muzyk
- Arnold Rüütel – polityk estoński
- Arnold Schönberg – kompozytor austriacki
- Arnold Schwarzenegger – aktor i polityk amerykański pochodzenia austriackiego
- Arnold Słucki – polski poeta
- Arnold Sommerfeld – fizyk niemiecki
- Arnold Szyfman (1882–1967) – polski reżyser, dramaturg i dyrektor teatrów
- Arnold Szylling (1884–1920) – polski baron, podpułkownik piechoty Wojska Polskiego
- Arnold Venrade – kanonik warmiński, prawnik (XV wiek)
- Arnold Zweig – pisarz niemiecki

Postacie fikcyjne noszące imię Arnold:
- Arnold Boczek